# Dieter Hermann (Soziologe)
Dieter Hermann (* 26. September 1951 in Heilbronn) ist ein deutscher Soziologe und Kriminologe. In seinem Hauptwerk Werte und Kriminalität konzipierte er eine Allgemeine Kriminalitätstheorie.

## Leben
Hermann, der auch diplomierter Mathematiker ist, arbeitet als Forschungsprofessor am Institut für Kriminologie der Ruprecht-Karls-Universität Heidelberg, ist aber auch am Max-Weber-Institut für Soziologie der Universität tätig.
In seinen Forschungen zum Zusammenhang von Werten und Kriminalität kommt Hermann zum Ergebnis, dass Personen, die für sich traditionelle Wertvorstellungen bewahren, wie etwa religiöse Bindungen, eine unterdurchschnittliche Delinquenzbelastung aufweisen. Dies komme besonders deutlich in Phasen gesellschaftlicher Umbrüche zum Tragen.
Hermann arbeitet auch zu Fragen der Kriminalprävention und hat das Heidelberger Audit‐Konzept für urbane Sicherheit (HAKUS) entwickelt. Zudem ist er Mitglied der Forschungsgruppe Religion und Gesellschaft, die die religiöse Sozialisation von Kindern untersucht. 2014 wurde bekannt gegeben, dass Hermann Mitglied im interdisziplinären Forschungskonsortium zur Untersuchung des sexuellen Missbrauchs Minderjähriger innerhalb der katholischen Kirche ist (MHG-Studie).

## Schriften (Auswahl)
- Ausgewählte Probleme bei der Anwendung der Pfadanalyse, Frankfurt am Main; Bern; New York; Nancy: Lang, 1984, ISBN 3-8204-5512-4
- Kriminalprävention und Wertorientierungen in komplexen Gesellschaften. Analysen zum Einfluss von Werten, Lebensstilen und Milieus auf Delinquenz, Viktimisierung und Kriminalitätsfurcht, Mainz: Weisser Ring, 2001, ISBN 3-9806463-8-6 (mit Dieter Dölling)
- Werte und Kriminalität. Konzeption einer allgemeinen Kriminalitätstheorie, Wiesbaden: Westdeutscher Verlag, 2003, ISBN 3-531-13805-7
- Posttraditionale Werte. Empirische Konzeption einer Gesellschafts- und Unternehmensethik, Hamburg: Merus-Verlag, 2008,  ISBN 978-3-939519-30-0